# Doug Henning
Douglas James Henning (3 de mayo de 1947-7 de febrero de 2000) fue un ilusionista, escapista y político canadiense.

## Primeros años
Nació en Winnipeg, Manitoba y creció en Oakville, Ontario.
Realizó su primer espectáculo a los catorce años de edad, en la fiesta de cumpleaños de un amigo, y se vio alentado por la cálida recepción del público. Pocos meses después colocó un anuncio en un diario local, con lo que consiguió hacer una serie de actuaciones en la televisión local de Toronto. Además, seguía trabajando como animador de fiestas.
Cursó estudios superiores de Psicología en la Universidad de McMaster, en Hamilton, Ontario.

## Carrera
Poco después de la universidad, Henning obtuvo una beca del Canada Council for the Arts. Los términos de la beca requerían que Henning estudiase magia. Lo hizo y viajó para ver con sus propios ojos el talento de ilusionistas talentosos, tales como Slydini y Dai Vernon.
Con la intención de llevar a la magia de nuevo a sus "días de gloria", Henning trabajó para perfeccionar su arte. Con apoyo financiero externo, desarrolló un espectáculo teatral en vivo, Spellbound, dirigido por Ivan Reitman, con música de Howard Shore y coprotagonizado por la actriz Jennifer Dale, un musical que combinó una historia intensa con los trucos de magia de Henning. El espectáculo se estrenó en Toronto y rompió récords de taquilla en aquella ciudad. Henning modificó la obra después de haber atraído la atención de los productores de Nueva York, y la llevó a Broadway como The Magic Show, con canciones compuestas por Stephen Schwartz. El espectáculo, que estrenó en 1974, se llevó a cabo durante cuatro y años y medio y le valió a Henning una nominación a los Premios Tony.
Luego de su éxito en Broadway, los ejecutivos de la NBC contactaron a Henning para que produjese un especial en televisión. Pasó los siguientes ocho meses modificando su obra para adaptarla a dicho medio. Estrenado en diciembre de 1975, Doug Henning's World of Magic atrajo la atención de más de cincuenta millones de espectadores. Durante los siete meses siguientes, Henning continuó con sus emisiones anuales, recibiendo finalmente siete nominaciones a los Premios Emmy. 
En 1976, Henning se mudó a Los Ángeles, California y creó su propia compañía productora. Creó efectos de escena para vídeos musicales y conciertos realizados por artistas tales como Earth, Wind and Fire y Michael Jackson.
En 1983, Henning produjo y protagonizó el musical de Broadway Merlin. En 1984 comenzó un espectáculo de una sola persona en la misma ciudad, titulado Doug Henning and His World of Magic. Más tarde, coescribió una biografía de Harry Houdini: Houdini: His Legend and His Magic.
El 8 de junio de 2010 se anunció que recibiría una estrella en el Paseo de la Fama de Canadá.

## Meditación trascendental y política
A mediados de la década de 1980, Henning se retiró de los escenarios y desarrolló un interés creciente por la meditación trascendental. Recibió un doctorado en Ciencias de la Inteligencia Creativa de la Universidad Maharishi en Suiza.
En 1992, Henning fue el candidato del Partido de la Ley Natural en las elecciones generales de Inglaterra, representando una zona residencial de Lancashire. Fue vicepresidente senior del Partido Ley Natural de Canadá, y compitió como el candidato del partido en las elecciones federales de 1993, terminando sexto de diez candidatos.
En 1992, junto al fundador de la meditación trascendental, Maharishi Mahesh Yogui, Henning creó un plan para un proyecto de 1,5 mil millones de dólares llamado "Maharishi Veda Land", cercano a las cataratas del Niágara que combinaría "únicos efectos visuales y de los sentidos, imágenes en tres dimensiones, y entretenimiento de última tecnología con sus mejores y más originales secretos de ilusionismo". Maharishi Veda Land fue concebido como un parque temático dedicado a la magia, donde los visitantes podrían ver presentaciones teatrales de viejas historias y donde conocerían "los secretos más profundos del universo". Las atracciones incluirían un edificio suspendido sobre el agua y un viaje por el interior de una rosa. En la actualidad, el estado del proyecto se desconoce.

## Vida personal
Henning se divorció de Barbara De Angelis en 1981, y contrajo matrimonio con Debby Douillard en Fairfield, Iowa en diciembre del mismo año.
Falleció a los cincuenta y dos años de edad, en febrero de 2000, en Los Ángeles. Cinco meses antes se le había diagnosticado cáncer de hígado.